# Królestwo Andory
Królestwo Andory – krótkotrwały byt polityczny pod panowaniem Borisa I jako króla od 7 do 20 lipca 1934.

## Historia

### Tło historyczne
W sierpniu 1933 roku w Andorze miały miejsce demonstracje młodzieży, spowodowane brakiem demokracji, wolności słowa i równości wobec prawa dla wszystkich obywateli, oprócz tego protestujący domagali się większej ochrony prawnej dla katalońskich robotników pracujących przy budowie elektrowni wodnej. Przybyły do Andory rosyjski biały emigrant Boris Skosyriew postanowił wykorzystać ową sytuację i ponownie rozniecić w kraju zamieszki. Boris zaproponował Radzie Generalnej przekształcenie państwa w raj podatkowy poprzez zniesienie ceł i budowę kasyn.

### Ustanowienie królestwa
7 lipca 1934 roku Rada Generalna przyjęła siedemnastopunktową konstytucję, sporządzoną przez Borisa. Zdobyła ona poparcie 23 z 24 parlamentarzystów zagłosowało za wprowadzeniem konstytucji, tym samym stał on się królem Andory. Konstytucja ta umożliwiała m.in. bezpłatne nauczanie i opiekę zdrowotną, wolność słowa, przekonań politycznych i religijnych oraz zwalniała z obowiązku płacenia podatków. 9 lipca utworzono rząd tymczasowy i rozpisano nowe wybory do Rady Generalnej, zaplanowane na 1 sierpnia 1934 roku.

### Upadek królestwa
12 lipca 1934 roku władca wypowiedział wojnę biskupowi z Seo de Urgel - Justiemu Guitartowi i Vilardebie. 20 lipca w celu aresztowania władcy, biskup wysłał czterech hiszpańskich żandarmów do miejscowości Soldeu, w której Boris ustanowił swoją rezydencję. Boris trafia najpierw do więzienia w Barcelonie, a potem Madrycie, ostatecznie w listopadzie 1934 roku zostaje wydalony do Portugalii.
Królestwo Andory przestało formalnie istnieć 23 lipca 1934 roku.